# Seed (Janne Da Arcの曲)
「seed」（シード）は、日本のヴィジュアル系ロックバンド・Janne Da Arcの9作目のシングル。

## 概要
- 前作「NEO VENUS」から約3ヶ月ぶりのシングル。
- 今作以降に発売される「シルビア」と「feel the wind」を含めて恋愛シングル3部作と銘打たれている。また、岡野ハジメを共同サウンドプロデューサーに迎えて制作された初の作品でもある。
- 表題曲はTBS系列『月極ワンダフル』のテーマ曲に起用された。
- シングルのA面曲では唯一、ライブテイク(映像及び音源)が商品化されていない楽曲でもある。

## 収録曲
1. seed
作詞・作曲：yasu
編曲：Janne Da Arc、岡野ハジメ
出会いをテーマに制作された。この楽曲でフジテレビ系列音楽番組『HEY!HEY!HEY! MUSIC CHAMP』に初出演を果たした。
2. ナイフ
作詞・作曲：kiyo
編曲：Janne Da Arc、岡野ハジメ

## 参加ミュージシャン
Janne Da Arc
- yasu：Vocal
- you：Guitar
- ka-yu：Bass
- kiyo：Keyboards
- shuji：Drums

## タイアップ
- TBS系列バラエティ番組『月極ワンダフル』2001年8月度テーマ曲 (#1)

## 収録アルバム
- GAIA (#1)
- ANOTHER SINGLES (#2)
- SINGLES (#1)
- Janne Da Arc MAJOR DEBUT 10th ANNIVERSARY COMPLETE BOX (#1)